# Wafang (köpinghuvudort i Kina, Jilin Sheng, lat 45,68, long 122,35)
Wafang (kinesiska: 瓦房, 瓦房镇) är en köpinghuvudort i Kina. Den ligger i provinsen Jilin, i den nordöstra delen av landet, omkring 300 kilometer nordväst om provinshuvudstaden Changchun. Antalet invånare är 19 959. Befolkningen består av 9 809 kvinnor och 10 150 män. Barn under 15 år utgör 14,0 %, vuxna 15-64 år 78 %, och äldre över 65 år 7,0 %.
Runt Wafang är det ganska tätbefolkat, med 80 invånare per kvadratkilometer. Det finns inga andra samhällen i närheten. Trakten runt Wafang består till största delen av jordbruksmark.
Genomsnittlig årsnederbörd är 605 millimeter. Den regnigaste månaden är juli, med i genomsnitt 204 mm nederbörd, och den torraste är januari, med 4 mm nederbörd.